# Кармацька (Аромашевський район)
Карма́цька (рос. Кармацкая) — присілок у складі Аромашевського району Тюменської області, Росія.
Населення — 340 осіб (2010, 348 у 2002).
Національний склад станом на 2002 рік:
- росіяни — 97 %